# Chala (Arequipa)
Chala es una localidad peruana, capital del distrito homónimo, ubicado en la provincia de Caravelí en el departamento de Arequipa. Se encuentra frente al océano Pacífico a una altitud de 12 m s. n. m. Tenía una población de 14040 hab. según el censo de 2017.

## Galería

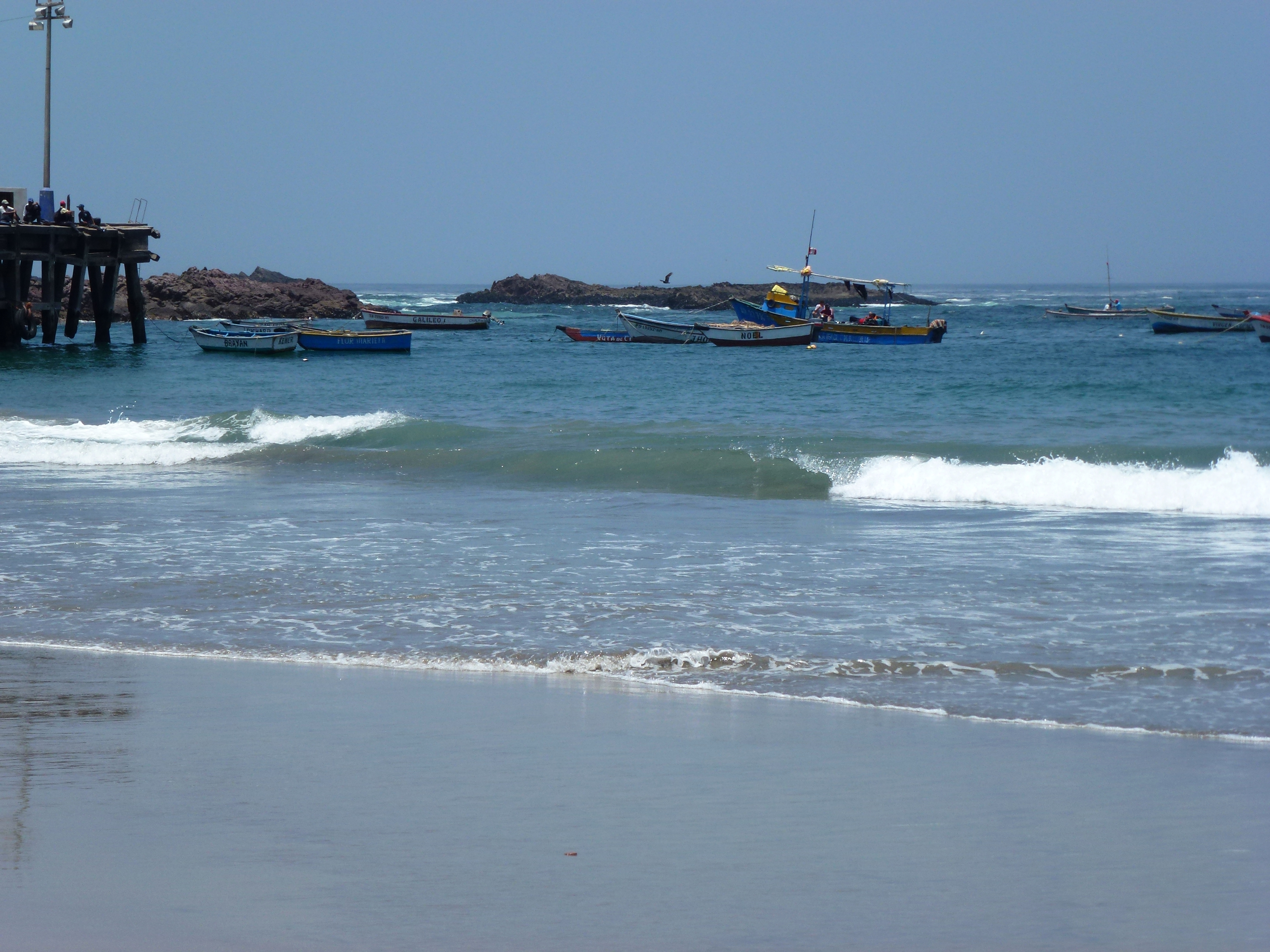
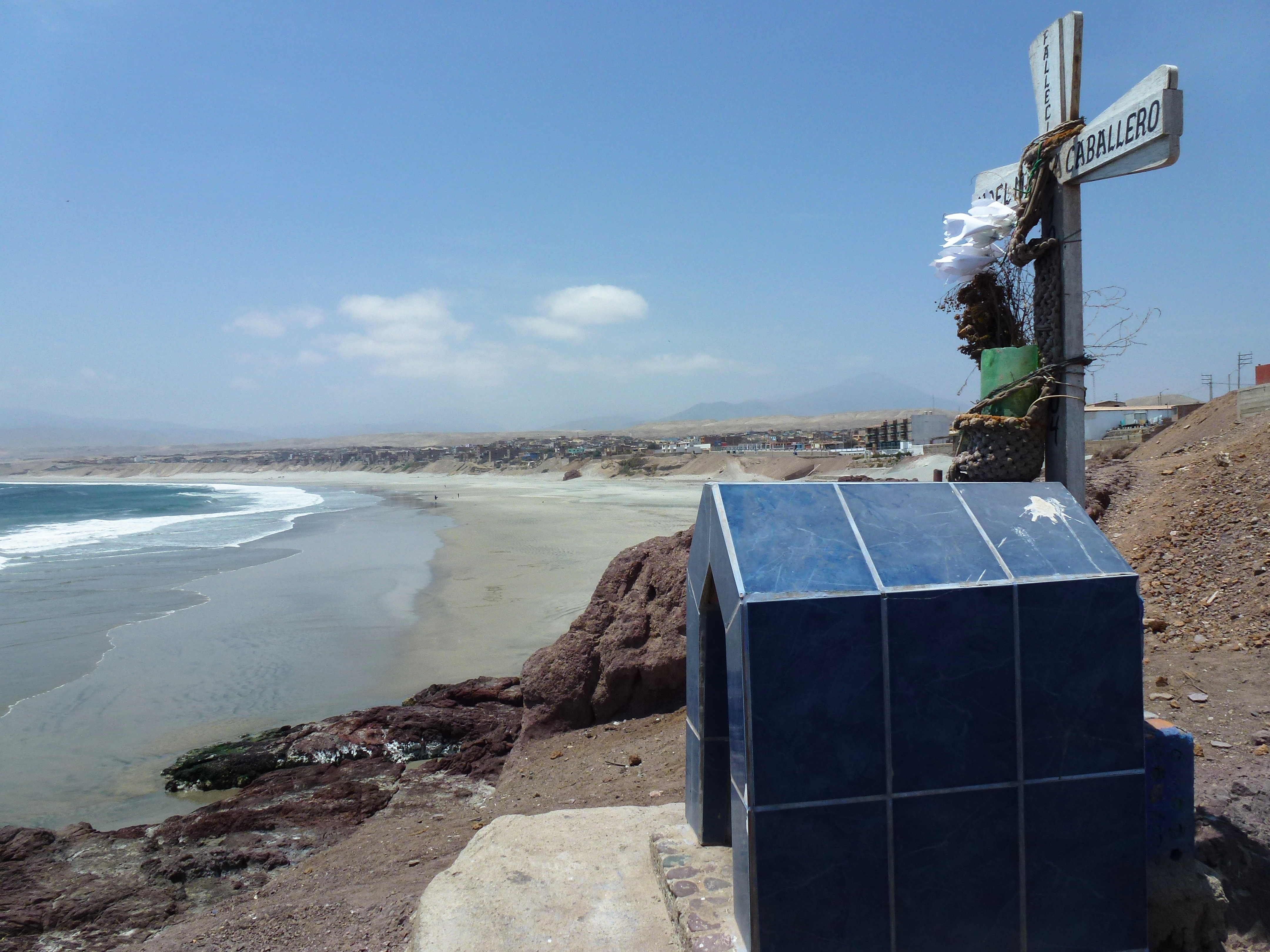
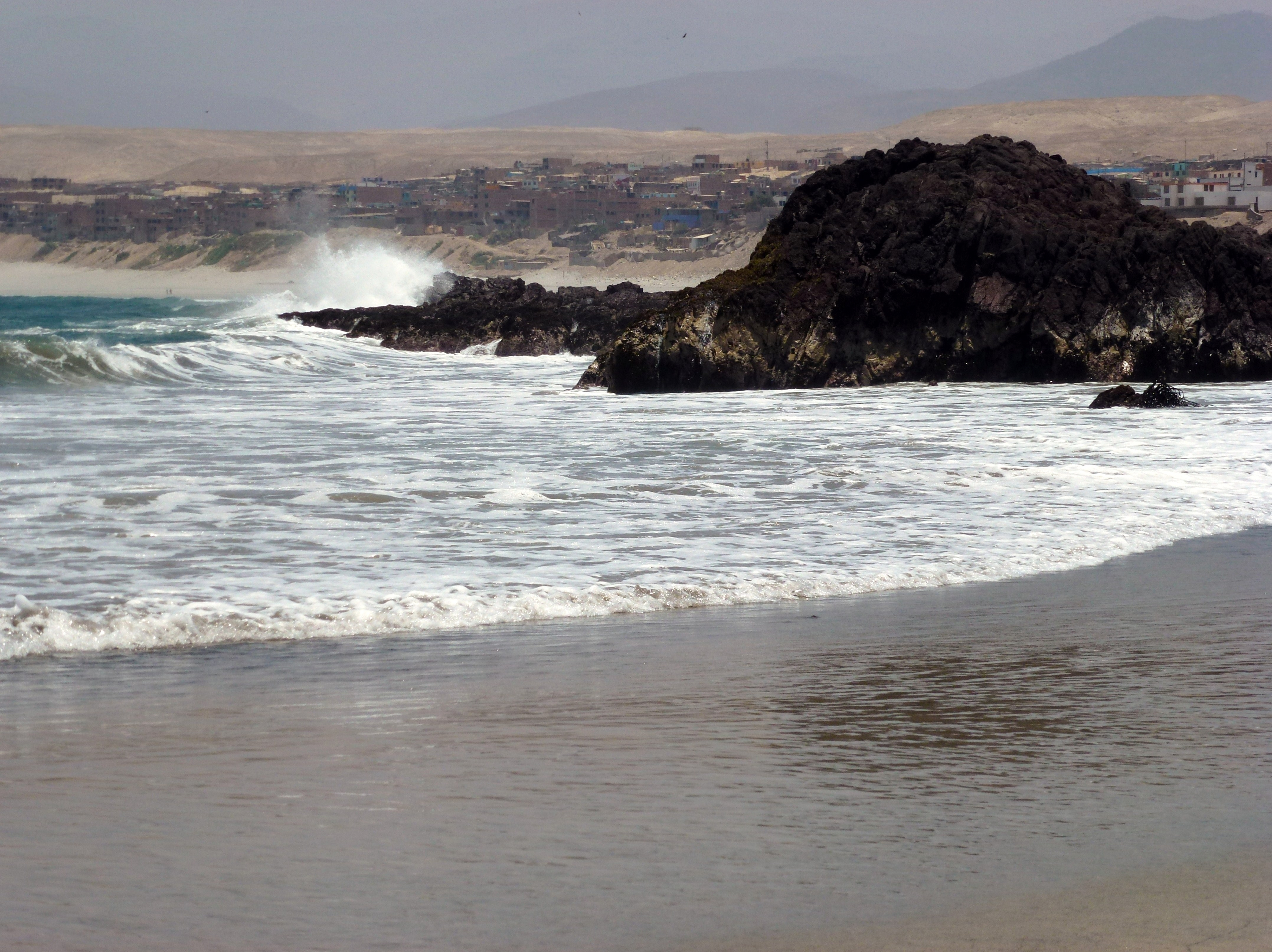

## Clima
| Parámetros climáticos promedio de Chala | Parámetros climáticos promedio de Chala | Parámetros climáticos promedio de Chala | Parámetros climáticos promedio de Chala | Parámetros climáticos promedio de Chala | Parámetros climáticos promedio de Chala | Parámetros climáticos promedio de Chala | Parámetros climáticos promedio de Chala | Parámetros climáticos promedio de Chala | Parámetros climáticos promedio de Chala | Parámetros climáticos promedio de Chala | Parámetros climáticos promedio de Chala | Parámetros climáticos promedio de Chala | Parámetros climáticos promedio de Chala |
| Mes                                     | Ene.                                    | Feb.                                    | Mar.                                    | Abr.                                    | May.                                    | Jun.                                    | Jul.                                    | Ago.                                    | Sep.                                    | Oct.                                    | Nov.                                    | Dic.                                    | Anual                                   |
| --------------------------------------- | --------------------------------------- | --------------------------------------- | --------------------------------------- | --------------------------------------- | --------------------------------------- | --------------------------------------- | --------------------------------------- | --------------------------------------- | --------------------------------------- | --------------------------------------- | --------------------------------------- | --------------------------------------- | --------------------------------------- |
| Temp. media (°C)                        | 22.5                                    | 23.4                                    | 22.7                                    | 21.1                                    | 19.4                                    | 17.6                                    | 16.7                                    | 16.5                                    | 17                                      | 18.2                                    | 19.9                                    | 21.4                                    | 19.7                                    |
| Temp. mín. media (°C)                   | 18.4                                    | 19.3                                    | 18.7                                    | 17.2                                    | 16.1                                    | 14.4                                    | 13.5                                    | 13.3                                    | 13.5                                    | 14.6                                    | 16                                      | 17.5                                    | 16                                      |
| Fuente: Accuweather                     |                                         |                                         |                                         |                                         |                                         |                                         |                                         |                                         |                                         |                                         |                                         |                                         |                                         |